# Gantkofel (Mendelkamm)
Der Gantkofel italienisch Monte Macaion ist ein 1866 m s.l.m. hoher Berg und der nordöstliche Eckpfeiler des Mendelkamms, einer 35 km langen Bergkette zwischen dem Etschtal und dem Nonstal an der Grenze zwischen Südtirol und dem Trentino. Der Gantkofel ragt westlich über dem Bozner Talkessel und dem Überetsch auf.
Der Gipfel trägt einige Funksender. Er prägt durch die markante Form seiner steil ostseitig abfallenden Felswand das Talpanorama entlang der Etsch im Bereich der Gebiete Meran, Bozen und Eppan. Vom Eppaner Weiler Buchwald aus führt durch die Ostseite die teilweise gesicherte Kematscharte zum Gipfelbereich. Auch über Gaid besteht ein weniger steiler Zustieg.

## Lage
| \| \| |
|       |

Lage des Gantkofels in der Nonsberggruppe (rechts)
und in den Alpen (links unten).

## Name
Das Wort Gånd ist vermutlich ein vorindogermanisches Reliktwort, das sich in der Südtiroler Mundart mit der Bedeutung „Geröllhalde, Steinhaufen“ erhalten hat und damit wohl auf das große Bergsturzgelände des Gantkofels zum Etschtal hin verweist. Kofel ist in der Bedeutung „Bergspitze, Felsformation“ ein vielfach verwendeter Namensbestandteil von Bergen. Der italienische Name Macaion ergibt sich aus nonsbergerisch *mac, was so viel wie „stumpf“ bedeutet und somit die flache Gipfelflur des Gantkofels recht gut beschreibt.
In Meran ist er auch als Mendelnase bekannt, da er hier als scharfes Profil des Mendelquerschnittes erscheint.